# Франческа Нері
Франче́ска Не́рі (італ. Francesca Neri; 10 лютого 1964, Тренто, Італія) — італійська кіноакторка, продюсерка та сценаристка. Здобула популярність головною роллю в іспанському фільмі «Віки Лулу» і впродовж 1990 — 2000-х часто грала в італійських, іспанських та американських стрічках, зокрема виконала головні ролі у фільмах: «Стріляй!» з Антоніо Бандерасом, «Жива плоть» Педро Альмодовара з Хав'єром Бардемом і «Відшкодування збитків» з Арнольдом Шварценеґґером, а також другорядну роль у «Ганнібалі» 2001 року. На рахунку акторки біля 40 ролей у кіно та на телебаченні. Після знімання фільму «Пристрасть до краси» 2016 року була змушена перервати кар'єру через проблеми зі здоров'ям.
Номінантка і лауреатка багатьох кінопремій. Зокрема, італійський національний синдикат кіножурналістів відзначив її кінонагородами «Срібна стрічка» за найкращу жіночу роль у фільмах «Мені здавалося, що це кохання...» та «Жива плоть», а також за найкращу жіночу роль другого плану у фільмі «Тато Джованни». 
Крім акторської кар'єри, взяла участь у продюсуванні двох фільмів та написанні сценарію ще одного.

## Біографія

### Перші роки та початок кар'єри
Франческа Нері народилася у північноіталійському місті Тренто біля підніжжя Альп, в однойменній провінції автономного гірського регіону Трентіно-Альто-Адідже. ї батько, Клаудіо Нері, працював зоотехніком, а мати, Лоріана, була домогосподаркою. Батьки були істрійськими італійцями, учасниками так званого «істрійського виходу». Рятуючись від різанини італійського населення Істрії, влаштованої югославськими комуністичними партизанами проти етнічних італійців, вони були змушені стати вигнанцями в Італії:
Мій батько, істрієць, був одним із багатьох біженців, які втекли від югославського комунізму Тіто. Сім'я опинилася спочатку в Лігурії, потім у Трентіно.
оригінальний текст (італійська)
Mio padre, istriano, era uno dei tanti profughi fuggiti dal comunismo jugoslavo di Tito. La famiglia finì prima in Liguria, poi in Trentino.

— Франческа Нері про свого батька, 
З самого дитинства й до повноліття Франческа з сім'єю щороку брали участь у зібраннях вигнанців з Пізіно.
По завершенню середньої школи Франческа переїхала до Риму, щоб здобути юридичну освіту в університеті, прагнучи залишити батьківський дім: «Бути юристкою було не мрією чи амбіцією, а чимось, що я вважала можливим. Що мене справді цікавило, так це відстань між мною та Тренто на якомога більшу кількість кілометрів» — писала вона у своїй автобіографічній книзі Come carne viva. Водночас дівчина почала брати уроки акторського мистецтва в міській школі, де використовувався метод навчання Алессандро Ферсена, заснований головним чином на імпровізації. 1984 року Нері подала заяву на вступ до Національної академії драматичного мистецтва Сільвіо Д'Аміко та Експериментального кіноцентру і була прийнята до другого. Відразу після цього покинула юриспруденцію, щоб зосередитися суто на акторській підготовці.

Енцо Музі та Нері під час знімання фільму «Поза кадром»

Того ж року Франческа Нері отримала перший досвід статистки у фільмі Карло Ванзіна «Полюби себе трохи...» (італ. Amarsi un po'...). З цього моменту вона працювала статисткою в інших стрічках чи, навіть, була дублеркою німецької акторки Ганни Шигулли у фільмі Марко Феррері «Майбутнє за жінками» (італ. Il futuro è donna). 1986 року відбувся професійний дебют. Франческу запросили до акторського складу телефільму «Поза кадром» (італ. Fuori scena) режисера Енцо Музі: у невеликій ролі доньки персонажки Валерії Моріконі, Елени. За рік Нері отримала свою першу головну роль у повнометражному фільмі «Великий Блек» (італ. Il grande Blek), дебюті італійського режисера Джузеппе Піччоні. У фільмі вона працювала разом з Роберто Де Франческо, Серджо Рубіні та Федерікою Мастроянні (племінницею метра італійського кіно, Марчелло Мастроянні). Італійський кінопортал MYmovies.it описав її гру як «збалансовану та чуттєву», а фільм загалом як «фундаментальний твір для відтворення атмосфери нерішучості групи невпевнених і дезорієнтованих молодих людей».
Після участі в телефільмі «Зломлена жінка» (італ. Una donna spezzata) Марко Лето 1988 року, заснованому на романі Симони де Бовуар «Ошукана жінка» (фр. La Femme rompue), Франческа заграла Марію, головну героїню фільму «Банкомат» (нім. Bankomatt) Віллі Германна. У цьому італійсько-швейцарському фільмі, що був представлений на 39-му Берлінале, партнерами по знімальному майданчику Нері стали Бруно Ганц і Омеро Антонутті. Того ж року акторка отримала невелику роль другого плану у фільмі Луїджі Коменчіні «З Різдвом... з Новим роком» (італ. Buon Natale... buon anno), під час роботи над яким познайомилася з видатною італійською акторкою Вірною Лізі та французом Мішелем Серро.

### Початок 1990-х:Las edades de Lulú, робота з Массімо Троізі та перші нагороди

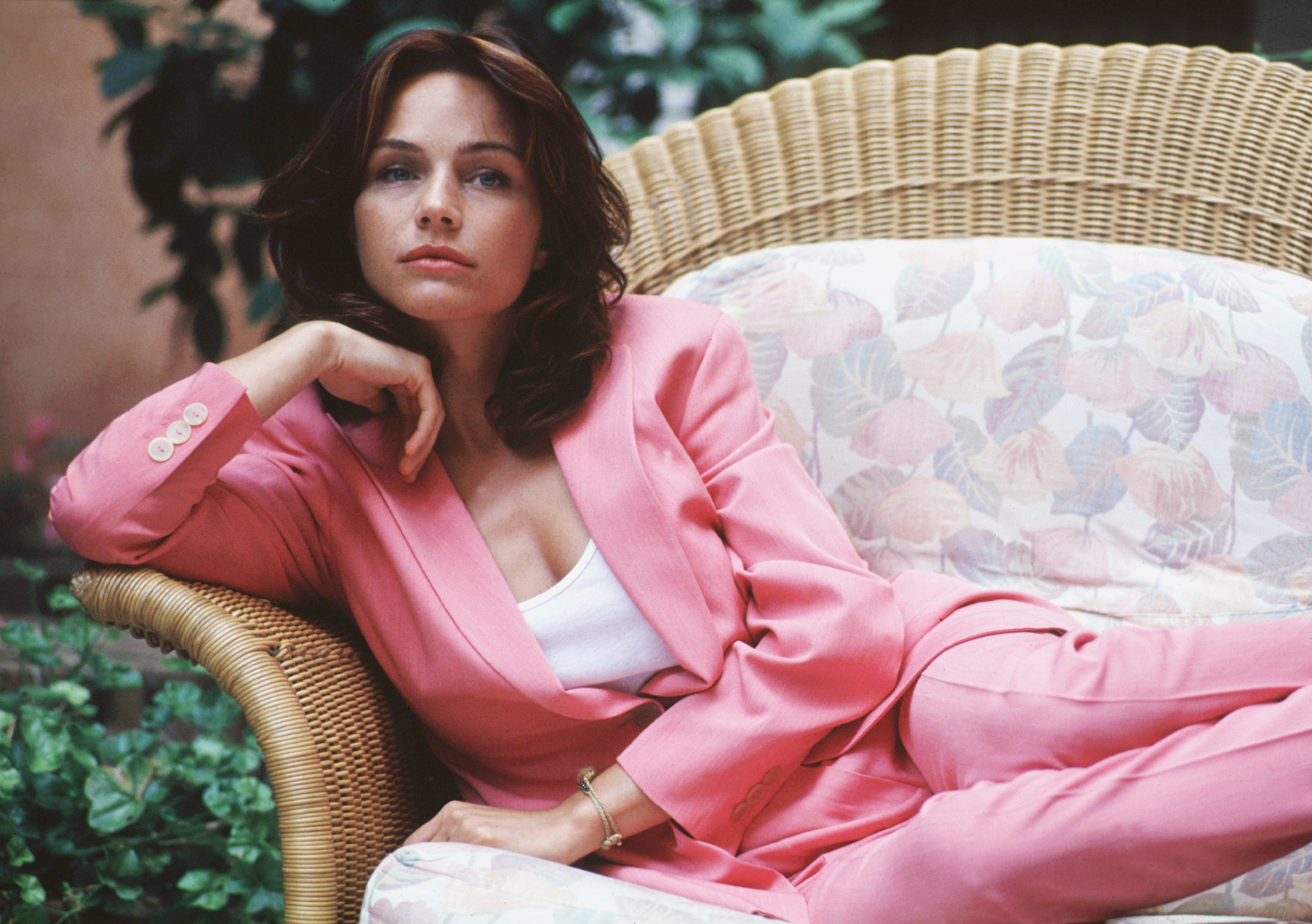
Франческа Нері на 47-й Венеційський кінофестиваль, вересень 1990 року (за кілька місяців до прем'єри «Віки Лулу»)

У травні 1990 року іспанські ЗМІ оголосили, що Франческа Нері замінить іспанську акторку Анхелу Моліну, що мала б виконати головну роль у повнометражному фільмі Хосе Бігаса Луни «Віки Лулу» (ісп. Las edades de Lulú). І хоч Моліна вже підписала контракт на роль головної героїні Лулу, незадовго до початку знімання у Мадриді, вона вирішила звільнитися. За її словами, коли почалися проби, вона відчула, що потрапила «практично в порнофільм». В екранізації однойменного еротичного роману Альмудени Грандес Нері зіграла молоду жінку, що починає роман зі старшим чоловіком і відкриває приховані грані своєї сексуальності протягом усього свого життя. Оскільки Нері не володіла вільно іспанською мовою, її голос озвучила мадридська акторка та співачка Наталія Дісента. За словами самої Нері, ця роль сильно вплинула на її кар'єру й підштовхнула подальшу популярність в Європі, хоча з іншої сторони, через велику кількість еротичних сцен у дівчини були проблеми з батьками. У своїй автобіографії вона розповідала:
«Віки Лулу» став переломним моментом: раніше моя професія полягала лише в акторстві. Після нього почалася поява в газетах та участь у масових заходах і телепрограмах. Червоні доріжки, інтерв’ю та фотосесії були дуже важкими. Чим більш запаморочлива робота, тим важчим буде відлуння.— Франческа Нері у книжці Come carne viva, 
Того ж року вона зіграла роль Валентіни Де Сантіс в американському малобюджетному фільмі «Капітан Америка» (англ. Captain America) про однойменного супергероя, знятому Альбертом П'юном. Попри комерційний провал і погане сприйняття критиками, стрічка стала першим досвідом акторки в американському кіно.

Нері та Массімо Троїзі

У 1991 році вона знялася у телесеріалі «Зірка парку» (італ. La stella del parco) і фільмі «Мені здавалося, що це кохання...» (італ. Pensavo fosse amore... invece era un calesse), режисером, сценаристом і виконавцем головної чоловічої ролі якого був Массімо Троїзі. Роль примхливої неаполітанської нареченої принесла їй премію «Срібна стрічка» за найкращу жіночу роль і номінацію на премію «Давид ді Донателло» у категорії найкраща жіноча роль другого плану. Рецензія кінопорталу MYmovies.it стверджувала про її гру: «Франческа Нері, розкрита у „Віках Лулу“, показала себе як чудова акторка, а також увійшла в образ головної героїні Троїзі, хоча ця роль була меншою».
Пізніше Нері високо цінувала режисера, як одного з небагатьох представників індустрії розваг, хто став її другом, і розповідала в інтерв'ю The Social Post про свій досвід роботи з ним: «[Троїзі] любив робити все ідеально, але на знімальному майданчику ніколи не було напруги, чвар чи бійок».

### Середина 1990-х: Популярність в Італії

Серджо Рубіні, Вердоне та Нері

У 1992 році Франческа Нері поїхала до каталонського містечка Портбоу, щоб знову взяти участь у фільмуванні іспанської стрічки. Режисером фільму «Останній рубіж» (ісп. La última frontera) був Мануель Куссо-Феррер. Акторка зіграла латвійську театральну діячку Асю Лацис, коханку режисера Вальтера Беньяміна. Того ж року її запросили на роль Лівії Саґоньї, непокірної сестри персонажів Серджо Рубіні та Карло Вердоне у комедії «До вовка, до вовка» (італ. Al lupo al lupo). Гру Нері було відзначено на церемонії вручення премії Флаяно, де вона була названа найкращою виконавицею разом з Карло Вердоне та Тільдою Свінтон, а також вона була номінована на «Срібну стрічку» у категорії «Найкраща жіноча роль». У ретроспективному огляді газета La Nazione відзначила «ідеальний взаємозв'язок трьох особистостей головних героїв» і підкреслила, що Нері змогла виглядати «розслабленою» у фільмі. Того ж року акторка зіграла Марину, стриптизерку, яку найняла група молодих людей, у другому сегменті фільму Лучано Мануцці «Італійська субота» (італ. Sabato italiano).
Кінорежисер Габріеле Сальваторес обрав її у 1993 році для знімання разом із Сільвіо Орландо та Клаудіо Бізіо у своєму фільмі «Суд» (італ. Sud) про профспілковий бунт у маленькому містечку на Півдні Італії. Вона також з'явилася разом із Жаком Перреном у фільмі Карло Карлеї «Втеча невинного» (італ. La corsa dell'innocente), стрічці, номінованій у категорії «Найкращий фільм іноземною мовою» на премії «Золотий глобус» 1993 року.
У фільмі «Стріляй!» (ісп. ¡Dispara!) іспанського режисера Карлоса Саури Франческа зіграла приборкувачку коней, яка потрапила в «спіраль насильства» після того, як стала жертвою зґвалтування. Акторка згадувала, що для підготовки до ролі їй довелося готуватися, відвідуючи уроки в школі верхової їзди поблизу Риму. У своїй рецензії для порталу Aceprensa іспанський кінокритик Педро Антоніо Урбіна відзначав зусилля головних акторів (Нері та Антоніо Бандераса), але критикував сюжет, бо той, на його думку, «має надмірні діри».
Після появи у відеокліпі на пісню Otra como tú італійського співака Ероса Рамаццотті у 1995 році вона знялася у фільмі «Іво Запізнений» (італ. Ivo il tardivo) Алессандро Бенвенуті (режисера, сценариста та виконавця головної ролі) у ролі Сари, доброї жінки, зворушеної психічно хворим чоловіком. Її гра знову була визнана кінокритиками і принесла номінацію на премію «Срібна стрічка» за найкращу жіночу роль 1996 року. Того ж року Нері знялась у двох італійських художніх фільмах: «Небо просто більш блакитне» (італ. Il cielo è sempre più blu) та «Моє покоління» (італ. La mia generazione). У першому, крім Франчески, зіграло багато зірок італійського кіно, таких як Моніка Беллуччі, Азія Ардженто, Маргеріта Бай, Даніель Лучетті та Даріо Ардженто під керівництвом Антонелло Грімальді, а другий 1997 року був кандидатом від Італії на премію «Оскар» в категорії «Найкращий міжнародний художній фільм».

### Кінець 1990-х— початок 2000-х:Carne trémulaта кар'єра в Америці
У 1997 році Франческа Нері знялася у фільмі Франко Берніні «Сильні руки» (італ. Le mani forti), представленому на Тижні критики Каннського кінофестивалю. Головну чоловічу роль у фільмі виконав Клаудіо Амендола, який через багато років став її чоловіком. Акторка зіграла психоаналітика, яка повинна лікувати особу, відповідальну за терористичний акт, що відбувся 1974 року у Брешії, знаний як «Різанина на Пьяцца делла Лоджія». Девід Руні з тижневика Variety високо оцінив її роботу у своїй рецензії: «Нері передає тяжкість років гніву та страждань, а також неспокій від важливого особистого та професійного вибору, який має зробити її героїня». Ця роль принесла акторці першу та єдину номінацію на італійську премію «Золотий глобус» як виконавиці найкращої жіночої ролі.

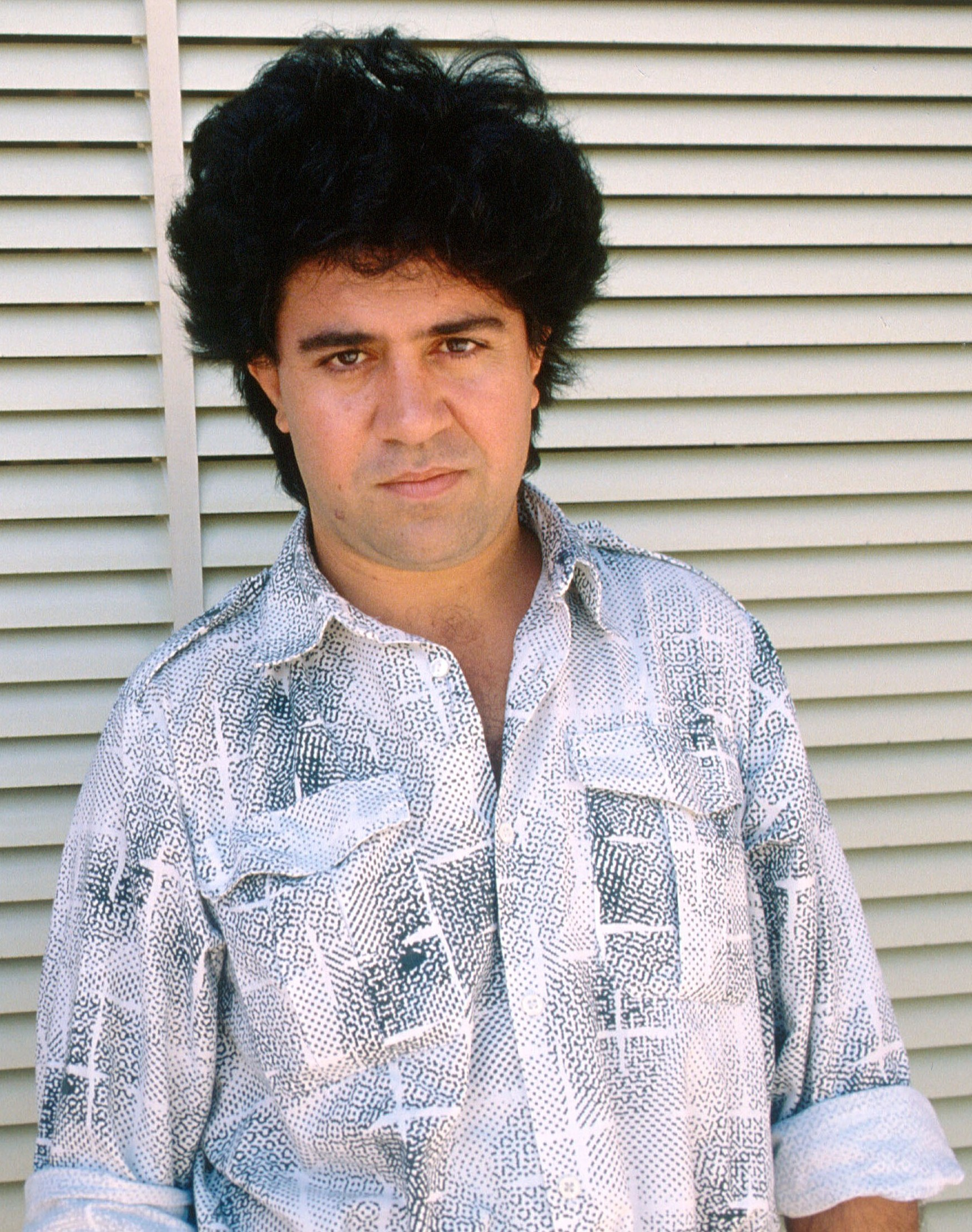
Педро Альмодовар, 1988 рік

Того ж року Франческа зіграла головну роль в іспанському фільмі «Жива плоть» (ісп. Carne trémula) Педро Альмодовара, де крім неї також зіграли: Хав'єр Бардем, Ліберто Рабаль, Анхела Моліна, Пенелопа Крус і Пепе Санчо. Завдяки ролі жінки, втягнутої в небезпечний любовний трикутник, акторка знову здобула премію «Срібна стрічка» за найкращу жіночу роль, однак не отримала однозначних схвальних відгуків кінокритиків. Як писав Асьєр Манріке в іспанській газеті El Diario Vasco: «Рабаль і Нері були надзвичайно красиві, але кращий кастинг у випадку їхніх персонажів зробив би фільм тільки кращим». Водночас Хосе Марія Аресте описав гру акторів у цілому як «прийнятну». Щодо досвіду роботи з видатним іспанським режисером Педро Альмодоваром, акторка заявила в інтерв'ю газеті El País, що вважає його «генієм», але також зізналася, що «він використовує акторів настільки, що може завдати шкоди». У своїй книзі вона писала, що хоч спочатку у них були дуже близькі стосунки з режисером, все змінилося, коли почалися зйомки:
Ми почали знімати, і [Альмодовар] став іншою людиною. [...] Більше жодної співучасті, жодної близькості. Він був режисером, а я була його акторкою [...] Після двох місяців дружби, наполегливого знайомства, повної довіри я раптом опинилася одна. Він мене покинув і зрадив, і це боляче.— Франческа Нері про Педро Альмодовара
Наступним її фільмом в Італії стала романтична комедія «Шлюби» (італ. Matrimoni) 1998 року, знята Крістіною Коменчіні. За роль Джулії, одруженої жінки, яка наражає свій дім на небезпеку після зустрічі зі старим коханцем, Нері була номінована на чергових преміях «Срібна стрічка» та «Давид ді Донателло». За рік вона ще раз була номінована на ті ж нагороди за роль у фільмі «Солодкий шум життя» (італ. Il dolce rumore della vita) Джузеппе Бертолуччі, де зіграла жінку, яка усиновила покинуту дитину, щоб заповнити порожнечу від любовних невдач. Ще одна номінація на премію «Давид ді Донателло» того ж року була за роль у драматичній комедії режисера Франческо Нуті «Я кохаю Андреа» (італ. Io amo Andrea). У жовтні 1999 року брала участь на телешоу співака та свого близького друга Адріано Челентано Francamente me ne infischio виступаючи ведучою передачі на телеканалі Rai Uno.

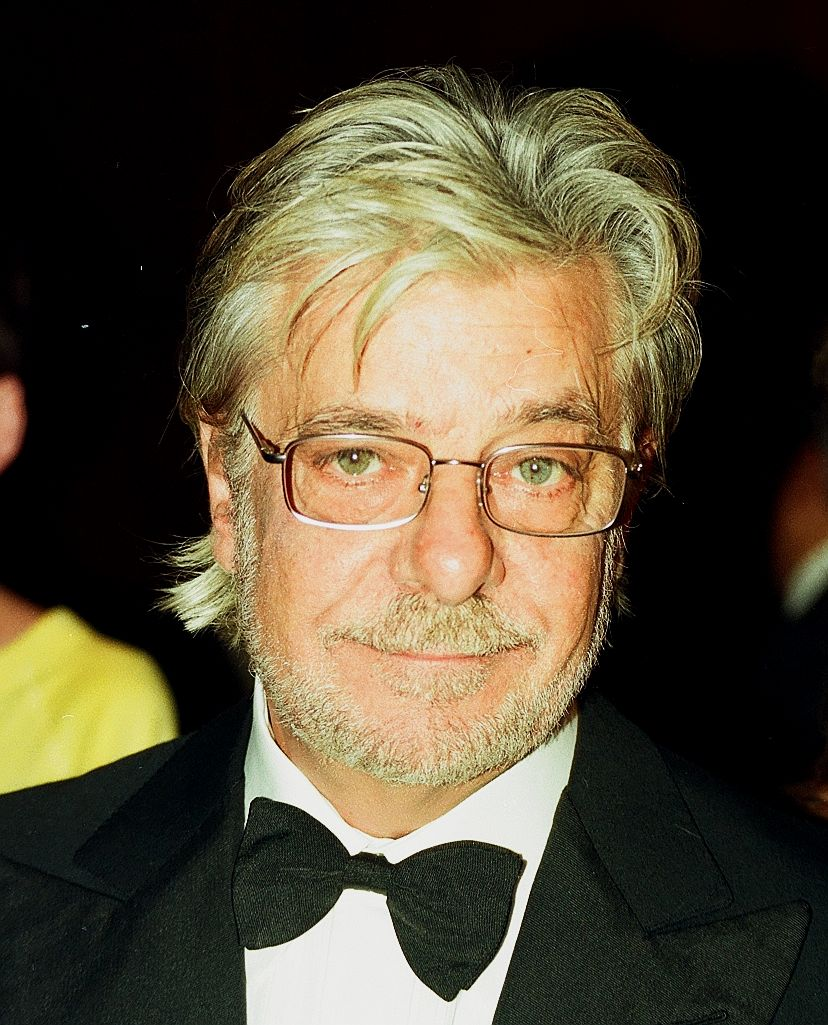
Джанкарло Джанніні, з яким Нері зіграла у фільмах «Ганнібал» і Назавжди (фільм, 2003), 2000 рік

У квітні 2000 року тижневик Variety оголосив, що Франческа Нері та італійський актор Джанкарло Джанніні візьмуть участь у фільмуванні американської повнометражної стрічки «Ганнібал» (англ. Hannibal) режисера Рідлі Скотта за мотивами однойменного роману Томаса Гарріса. Акторка зіграла роль другого плану Аллегри Пацці, дружини детектива, який вийшов на слід вигаданого серійного вбивці Ганнібала Лектера в Італії. Виробництво розпочалося у травні того ж року у Флоренції, а вийшла на екрани кінокартина у лютому 2001 року, зібравши понад 350 мільйонів доларів у прокаті. Нері свою участь у зніманні коментувала наступним чином:
Кожен італійський актор і акторка віддали б усе, щоб хоч на мить потрапити в Голлівуд, можливість, яка випадає раз у житті […] Однак у „Ганнібалі“, мегавиробництві Рідлі Скотта із сером Ентоні Гопкінсом і великим Джанкарло Джанніні, я знялася у маленькій ролі, знятій у Флоренції, за два кроки від дому.— Франческа Нері про знімання в «Ганнібалі» Рідлі Скотта
Невдовзі акторці зателефонував режисер Ендрю Девіс, зацікавившись нею після перегляду «Живої плоті», і наприкінці 2000 року Франческа приїхала до Мексики, щоб розпочати виробництво стрічки «Відшкодування збитків» (англ. Collateral Damage). У цьому американському фільмі про терориста, за яким полює чоловік, щоб помститися за свою загиблу сім'ю, героїнею Нері була Селена, дружина терориста. Гра Нері, Арнольда Шварценеґґера та інших акторів була тепло сприйнята критиками попри погані касові збори. У своїй автобіографії акторка зізналася, що їй пропонували зіграти в італійському фільмі, але вона погодилася на роль у «Відшкодуванні збитків», як на виклик: «Я не хотіла зніматися в бойовиках, мені це не було цікаво, це був не мій жанр, і я це знала [..] Як завжди, переважав смак до виклику, до стрибка на надто високу планку».

### 2000-ні— початок 2010-х: Повернення до Італії та робота з Пупі Аваті
Хоч Франческа Нері отримувала інші пропозиції зніматися в американських фільмах, вона вирішила повернутися на батьківщину й бути ближче до своєї родини. Невдовзі акторка взяла участь у зніманні французького фільму «Гіностра» (фр. Ginostra). Міжнародний акторський склад складався з Гарві Кейтеля, Енді Мак-Давелл, Гаррі Діна Стентона й Азії Ардженто під керівництвом Мануеля Прадаля. 2003 року вона знялась в італійському фільмі «Щастя нічого не вартує» (італ. La felicità non costa niente) Міммо Калопресті. Ця роль принесла їй ще одну номінацію на премію «Давид ді Донателло», цього разу в категорії «Найкраща акторка другого плану». Того ж року вона знову зіграла в парі з Джанкарло Джанніні у фільмі Алессандро Ді Робіланта «Назавжди» (італ. Per sempre) у ролі Сари, пустотливого та спокусливого нотаріуса, що любить розбивати чоловічі серця. За словами італійського кінокритика Давіде Вераццані, Ді Робілант «обмежився неуважним сценарієм і не повністю використав майстерність виконавців (статної Нері та пристрасного Джанніні)», а Лієтта Торнабуоні з газети La Stampa писала, що «Нері, що стає дедалі красивішою та цікавішою, разом із Джанкарло Джанніні є сильною стороною фільму». Акторка описала свою героїню в інтерв'ю газеті La Repubblica наступним чином: «Подряпана душа — це назавжди. Сара, моя героїня, поводиться так не з віроломства, а тому, що вона теж явно подряпана. Емоційна, розчарована в чоловіках і не вірить у кохання». 2004 року Франческа зважилася зіграти у жанрі джалло у фільмі «Сироватка марнославства» (італ. Il siero della vanità) Алекса Інфаскеллі у ролі Соні Нортон, телеведучої, причетної до кількох злочинів. У коментарі для La Repubblica, вона заявляла, що грати такого персонажа було цікаво: «Мені дуже сподобалося створювати Соню Нортон, для мене вона схожа на комікс, тоді як Алекс [Алекс Інфаскеллі, режисер стрічки] визначає її як свого роду Франкенштейна».
2005 року вона зіграла головну роль у телефільмі Лодовіко Гаспаріні «Дама з камеліями» (італ. La signora delle camelie), екранізації однойменного роману Александра Дюма. В інтерв'ю газеті Messaggero Veneto вона висловила захоплення від ролі Маргарити Готьє, головної героїні твору Дюма: «Я отримую стільки пропозицій на екранізацію художніх творів, але від цієї не можна було відмовитися […] мені довелося зіграти одну з тих героїнь, які завжди робили щасливою кожну акторку і яку ти сподіваєшся принаймні зустріти один раз у своїй кар'єрі».
Одружившись з Клаудіо Амендола, Нері заснувала з чоловіком кінокомпанію Bess Movie й у 2006 році отримала перший досвід продюсування у фільмі «Одкровення Мелісси» (італ. Melissa P.), знятому режисером Лукою Гуаданьїно за мотивами еротичного автобіографічного роману «100 помахів пензлем перед сном» (італ. 100 colpi di spazzola prima di andare a dormire) 21-річної італійської письменниці Мелісси Панарелло. За даними іспанського часопису El Mundo, Нері зацікавилася проєктом після того, як побачила потенціал історії, і почала шукати акторку, яка могла б відобразити «брутальні переживання головної героїні». Нею врешті стала іспанська акторка з Мадриду, Марія Вальверде.

Для мене завжди було дуже важливо, щоб мене розуміли як людину, а не як акторку. Пупі вдалося, він змусив мене почуватися захищеною: з ним я відчула абсолютне задоволення від роботи, з тим хто цінує вас такими, якими ви є, поза вашим акторським талантом.

Того ж, 2006, року Нері розпочала співпрацю з режисером Пупі Аваті, в результаті якої знялася у трьох його кінокартинах. Першим був фільм «Вечеря, щоб познайомити їх» (італ. La cena per farli conoscere), де вона зіграла роль другого плану Альми Керо. За свою гру Франческа була номінована на премії «Срібна стрічка» та «Давид ді Донателло», як виконавиця «Найкращої жіночої ролі другого плану». Критик Маттіа Пасквіні оцінив ролі Нері та іншої акторки, Ванесси Інконтрада, як найвидатніших з усього акторського складу.

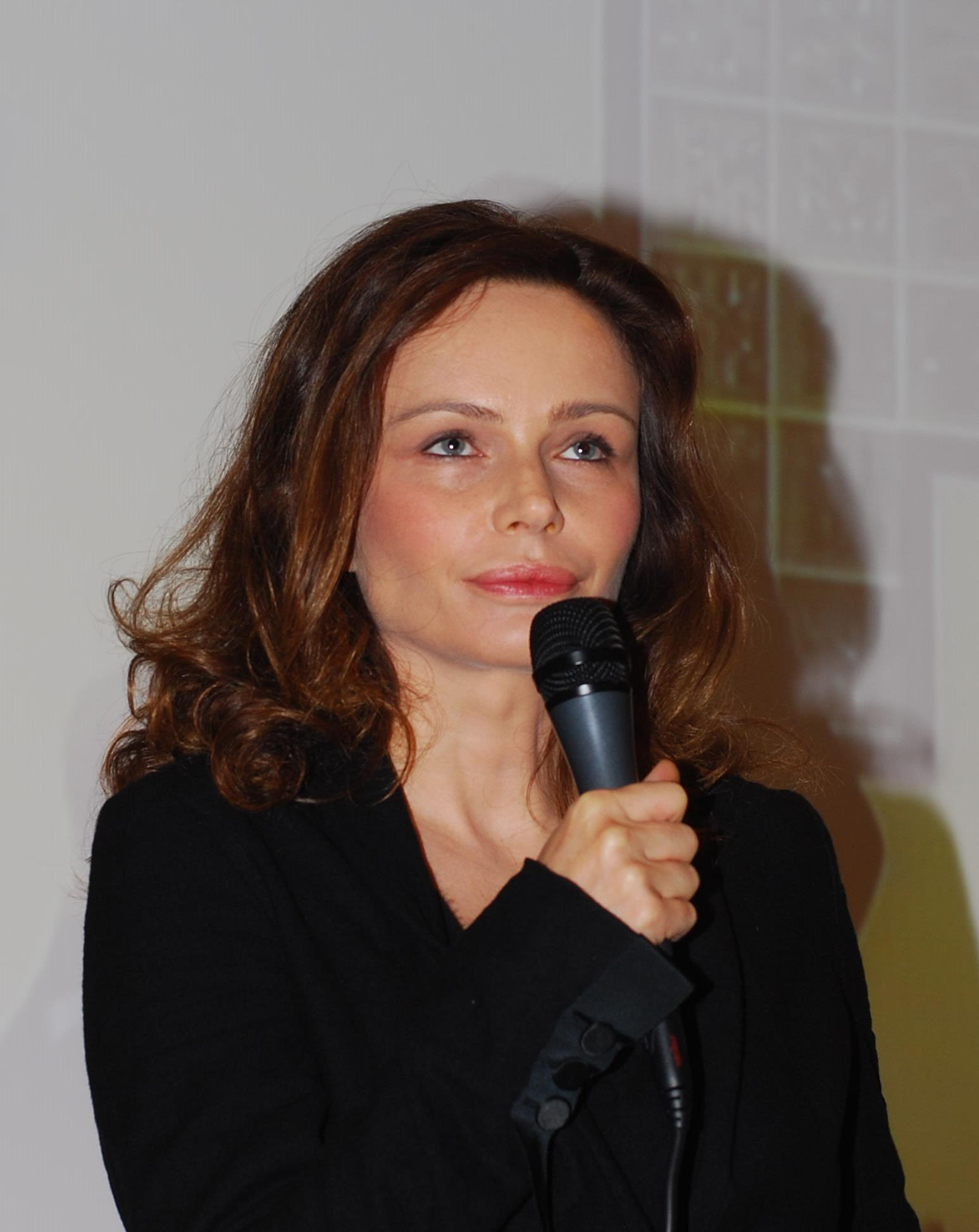
Франческа Нері у 2008 році

Ще один фільм Аванті, куди було запрошено Франческу, було знято 2008 року. «Тато Джованни» (італ. Il papà di Giovanna), художній фільм, дія якого відбувається у 1940-х роках. Героїня Нері, Делія Казалі, дружина вчителя середньої школи, що знаходить в глибокій сімейній кризі. В інтерв'ю газеті Il Giornale акторка запевняла, що режисер створив Делію спеціально під неї, і зізналася, що, хоч вона ніколи не грала у фільмах про 1940-ті, її все ж зацікавив той час. Вчергове гру було відзначено «Срібною стрічкою», але не лише номінацією: вона була нагороджена, як виконавиця найкращої жіночої ролі другого плану. За цю ж роль акторку було вперше нагороджено премією «Золота хлопавка».
Другою роботою Нері-продюсера став фільм Анни Негрі 2008 року під назвою «Оголені почуття» (італ. Riprendimi) Художній фільм, знятий у псевдодокументальному жанрі з сильною увагою до жіночих персонажів і де, за словами продюсерки, сюжет подано з точки зору жінок. Того ж року на церемонії нагородження премії Флаяно Франческа отримала «Золотого Пегаса» за найкраще продюсування.
2010 року Нері зіграла в третій, останній, стрічці Аваті під назвою «Безмежна молодість» (італ. Una sconfinata giovinezza), фільмі, в якому вона зіграла роль жінки, хворої Альцгеймером. Газеті La Repubblica вона зізналася, що під час фільмування Аваті попросив її «виглядати постарівшою, принаймні на десять років старше, ніж насправді». Завдяки успіху фільму серед критиків, він потрапив до афіші 67-го Венеційського кінофестивалю.
У 2013 році Нері востаннє була номінована на премію «Давид ді Донателло» за найкращу жіночу роль другого плану у фільмі «Ідеальна сім'я» (італ. Una famiglia perfetta) Паоло Дженовезе, адаптації іспанського фільму «Сім'я» (ісп. Familia) 1996 року, який зняв Фернандо Леон де Араноа. У цій різдвяній комедії вона заграла Алісію, театральну акторку, яку найняв чоловік, що провести Святвечір наодинці. Фільм був тепло прийнятий кінокритиками, а акторка була нагороджена премією Кусумано італійського національного синдикату кіножурналістів.

### З 2014 року: Останні ролі та подальша доля
2014 року Нері вона взяла участь у фільмуванні комедії «Багач, бідняк і дворецький» (італ. Il ricco, il povero e il maggiordomo) режисерів Альдо Багліо, Моргана Бертакки та Джакомо Поретті, де знову зіграла другорядну роль працівниці банку, яку намагається спокусити один з головних героїв. За словами Антоніо Бракко з порталу ComingSoon.it, Нері виконала одну з ключових другорядних ролей, тоді як Паола Казелла з Mymovies.it розкритикувала режисуру, назвавши її «близькою до телевізійної». Всупереч неоднозначним відгукам, фільм очолив італійський прокат за тиждень після виходу. Через рік акторка знялася у фільмах «Наш карантин» (італ. La nostra quarantena) Пітера Марсіаса та «Затамований подих» (італ. Senza fiato) Раффаеле Верзілло. У першому фільмі, заснованому на реальній історії про марокканський корабель Kenza, який понад два роки стояв на мілині в порту Кальярі, Франческа зіграла викладачку університету, а в другому — дорослу жінку, яка стала алкоголіком після того, як її покинув чоловік.
У 2016 році акторка зіграла останню роль в кіно у фільмі «Пристрасть до краси» (англ. The Habit of Beauty) Мірко Пінчеллі. У цій драматичній стрічці вона виконала роль Елени, жінки, що намагається повернути колишнього чоловіка після смерті їхнього сина. Майже повністю знятий у Лондоні та випущений у червні 2017 року фільм критики сприйняли неоднозначно У своїй автобіографії Франческа зазначила, що фінальна версія виявилась не такою, як вона очікувала:
Фільм розчарував. Я погодилася це зробити, щоб хороший режисер мав можливість проявити свій талант. Для мене це своєрідна місія: запалити талант інших, особливо молоді, яку часто недооцінюють через вік [...] Багато сцен, які я вважала фундаментальними, були вирізані. І, як наслідок, багато нюансів характеру Елени стерлися; багатьом вчинкам бракувало мотивації— Франческа Нері про «Пристрасть до краси»
Після знімання Франческа почала відчувати симптоми хвороби, яка не дозволила їх повноцінно продовжити займатися професійною діяльністю, хоча спочатку вона не повідомляла публічно подробиць про свій стан здоров'я. В інтерв'ю Сільвії Тоффанін для телевізійного шоу «Verissimo» у 2021 році її тодішній чоловік Клаудіо Амендола заявив, що Франческа страждала від постійного фізичного болю, який завдавав їй багато труднощів у повсякденному житті.
У жовтні 2021 року акторка опублікувала свою автобіографічну книжку Come carne viva (в перекладі з італійської — «Як жива плоть»), і знову з'явилася на публіці для презентації книжки, підписувала копії та давала інтерв'ю. У книзі акторка припустила, що могла б розглянути пропозицію повернення у кіно, якби її запросив Пупі Аваті: «є умови та ситуації, в яких я можу продовжити роботу. З Пупі Аваті, наприклад […] Я думаю, у мені було б добре, краще, ніж у минулому тому, що ці роки на пенсії збагатили мене як особистість».

## Фільмографія
| Рік  |    | Українська назва                 | Оригінальна назва                          | Роль                                                                        |
| ---- | -- | -------------------------------- | ------------------------------------------ | --------------------------------------------------------------------------- |
| 1984 | ф  | Полюби себе трохи...             | Amarsi un po'…                             | статистка                                                                   |
| 1984 | ф  | Майбутнє за жінками              | Il futuro è donna                          | дублерка Ганни Шигулли. Анна (італ. Anna)                                   |
| 1986 | тф | Поза кадром                      | Fuori scena                                | донька Елени (італ. Figlia di Elena)                                        |
| 1987 | ф  | Великий Блек                     | Il grande Blek                             | Лаура (італ. Laura)                                                         |
| 1988 | ф  | Зломлена жінка                   | Una donna spezzata                         | Ніколетта (італ. Nicoletta)                                                 |
| 1989 | ф  | З Різдвом... з Новим роком       | Buon Natale… buon anno                     | дівчина в автобусі (італ. Ragazza sull'autobus)                             |
| 1989 | ф  | Банкомат                         | Bankomatt                                  | Марія (італ. Maria)                                                         |
| 1990 | с  | Палаючі зірки                    | Stelle in fiamme                           | невідомо                                                                    |
| 1990 | ф  | Віки Лулу                        | ісп. Las edades de Lulú                    | Лулу (ісп. Lulú)                                                            |
| 1990 | ф  | Капітан Америка                  | англ. Captain America                      | Валентіна Де Сантіс (англ. Valentina De Santis)                             |
| 1991 | с  | Зірка парку                      | La stella del parco                        | невідомо                                                                    |
| 1991 | ф  | Мені здавалося, що це кохання... | Pensavo fosse amore… invece era un calesse | Сесілія (італ. Cecilia)                                                     |
| 1992 | ф  | Останній рубіж                   | ісп. La última frontera                    | Ася Лацис (ісп. Asja Lacis)                                                 |
| 1992 | ф  | Італійська субота                | Sabato italiano                            | стриптизерка Марина (італ. Marina)                                          |
| 1992 | ф  | Втеча невинного                  | La corsa dell'innocente                    | Марта Рієнці (італ. Marta Rienzi)                                           |
| 1992 | ф  | До вовка, до вовка               | Al lupo al lupo                            | Лівія Саґонья (італ. Livia Sagonà)                                          |
| 1993 | ф  | Стріляй!                         | ісп. ¡Dispara!                             | Анна (ісп. Anna)                                                            |
| 1993 | ф  | Суд                              | Sud                                        | Лучія Каннаваччуоло (італ. Lucia Cannavacciuolo)                            |
| 1995 | ф  | Іво Запізнений                   | Ivo il tardivo                             | Сара (італ. Sara)                                                           |
| 1995 | ф  | Небо просто більш блакитне       | Il cielo è sempre più blu                  | невідомо                                                                    |
| 1996 | ф  | Моє покоління                    | La mia generazione                         | Джулія Гізальберті (італ. Giulia Ghisalberti)                               |
| 1997 | ф  | Сильні руки                      | Le mani forti                              | психоаналітик Клаудія Мартінеллі (італ. psicanalista Claudia Martinelli)    |
| 1997 | ф  | Жива плоть                       | ісп. Carne trémula                         | Елена (ісп. Helena)                                                         |
| 1998 | ф  | Шлюби                            | Matrimoni                                  | Джулія (італ. Giulia)                                                       |
| 1999 | ф  | Солодкий шум життя               | Il dolce rumore della vita                 | Софія (італ. Sofia)                                                         |
| 2000 | ф  | Я кохаю Андреа                   | Io amo Andrea                              | Андреа (італ. Andrea)                                                       |
| 2001 | ф  | Ганнібал                         | англ. Hannibal                             | Аллегра Пацці (англ. Allegra Pazzi)                                         |
| 2001 | ф  | Відшкодування збитків            | англ. Collateral Damage                    | Селена Перріні, дружина Клаудіо (англ. Selena Perrini, the wife of Claudio) |
| 2002 | ф  | Гіностра                         | фр. Ginostra                               | Гелена Гіглі (англ. Helena Gigli)                                           |
| 2003 | ф  | Щастя нічого не вартує           | La felicità non costa niente               | Сара (італ. Andrea)                                                         |
| 2003 | ф  | Назавжди                         | Per sempre                                 | Сара Джалімберті (італ. Sara Galimberti)                                    |
| 2003 | ф  | Сироватка марнославства          | Il siero della vanità                      | Соня Нортон (італ. Sonia Norton)                                            |
| 2005 | тф | Дама з камеліями                 | La signora delle camelie                   | Маргарита Готьє (італ. Marguerite Gauthier)                                 |
| 2007 | ф  | Вечеря, щоб познайомити їх       | La cena per farli conoscere                | Альма Керо (італ. Alma Kero)                                                |
| 2008 | ф  | Тато Джованни                    | Il papà di Giovanna                        | Делія Казалі (італ. Delia Casali)                                           |
| 2010 | ф  | Безмежна молодість               | Una sconfinata giovinezza                  | Франческа (італ. Francesca)                                                 |
| 2012 | ф  | Ідеальна сім'я                   | Una famiglia perfetta                      | Алісія (італ. Alicia)                                                       |
| 2014 | ф  | Багач, бідняк і дворецький       | Il ricco, il povero e il maggiordomo       | Ассіа (італ. Assia)                                                         |
| 2015 | ф  | Наш карантин                     | La nostra quarantena                       | Марія Меркаданте (італ. Maria Mercadante)                                   |
| 2015 | ф  | Затамований подих                | Senza fiato                                | Лучіана (італ. Luciana)                                                     |
| 2016 | ф  | Пристрасть до краси              | англ. The Habit of Beauty                  | Елена (італ. Elena)                                                         |

### Продюсування та сценарій
| Рік  |   | Українська назва   | Оригінальна назва | Роль        |
| ---- | - | ------------------ | ----------------- | ----------- |
| 2005 | ф | Одкровення Мелісси | Melissa P.        | продюсерка  |
| 2008 | ф | Оголені почуття    | Riprendimi        | продюсерка  |
| 2022 | ф | Касові апарати     | I cassamortari    | сценаристка |

## Нагороди та номінації
| Рік  | Конкурс                  | Номінація                          | Фільм                            | Результат | Прим.         |
| ---- | ------------------------ | ---------------------------------- | -------------------------------- | --------- | ------------- |
| 1992 | «Давид ді Донателло»     | Найкраща жіноча роль               | Мені здавалося, що це кохання... | Номінація | [ 28 ]        |
| 1992 | «Срібна стрічка»         | Найкраща жіноча роль               | Мені здавалося, що це кохання... | Перемога  | [ 25 ]        |
| 1993 | Премія Флаяно            | Найкращий виконавець               | До вовка, до вовка               | Перемога  | [ 33 ]        |
| 1993 | «Срібна стрічка»         | Найкраща жіноча роль               | До вовка, до вовка               | Номінація | [ 34 ]        |
| 1996 | «Срібна стрічка»         | Найкраща жіноча роль               | Іво Запізнений                   | Номінація | [ 42 ]        |
| 1997 | «Золотий глобус», Італія | Найкраща жіноча роль               | Сильні руки                      | Номінація | [ 48 ]        |
| 1998 | «Срібна стрічка»         | Найкраща жіноча роль               | Жива плоть                       | Перемога  | [ 50 ]        |
| 1999 | «Срібна стрічка»         | Найкраща жіноча роль               | Шлюби                            | Номінація | [ 48 ] [ 55 ] |
| 1999 | «Давид ді Донателло»     | Найкраща жіноча роль               | Шлюби                            | Номінація | [ 56 ]        |
| 1999 | «Золоті кубки», Італія   | Найкраща жіноча роль               | Шлюби, Солодкий шум життя        | Перемога  | [ 48 ]        |
| 2000 | «Срібна стрічка»         | Найкраща жіноча роль               | Солодкий шум життя               | Номінація | [ 48 ] [ 58 ] |
| 2000 | «Давид ді Донателло»     | Найкраща жіноча роль               | Солодкий шум життя               | Номінація | [ 48 ] [ 59 ] |
| 2000 | «Давид ді Донателло»     | Найкраща жіноча роль               | Я кохаю Андреа                   | Номінація | [ 48 ] [ 59 ] |
| 2003 | «Давид ді Донателло»     | Найкраща жіноча роль другого плану | Щастя нічого не вартує           | Номінація | [ 48 ] [ 71 ] |
| 2007 | «Срібна стрічка»         | Найкраща жіноча роль другого плану | Вечеря, щоб познайомити їх       | Номінація | [ 48 ] [ 82 ] |
| 2007 | «Давид ді Донателло»     | Найкраща жіноча роль другого плану | Вечеря, щоб познайомити їх       | Номінація | [ 48 ] [ 83 ] |
| 2008 | Премія Флаяно            | Найкраще продюсування              | Оголені почуття                  | Перемога  | [ 48 ]        |
| 2009 | «Срібна стрічка»         | Найкраща жіноча роль другого плану | Тато Джованни                    | Перемога  | [ 48 ] [ 84 ] |
| 2009 | «Золота хлопавка»        | Найкраща жіноча роль другого плану | Тато Джованни                    | Номінація | [ 48 ]        |
| 2013 | «Срібна стрічка»         | Премія Кусумано                    | Ідеальна сім'я                   | Перемога  | [ 48 ] [ 88 ] |
| 2013 | «Давид ді Донателло»     | Найкраща жіноча роль другого плану | Ідеальна сім'я                   | Номінація | [ 48 ] [ 88 ] |

## Родина та особисте життя

### Батьки

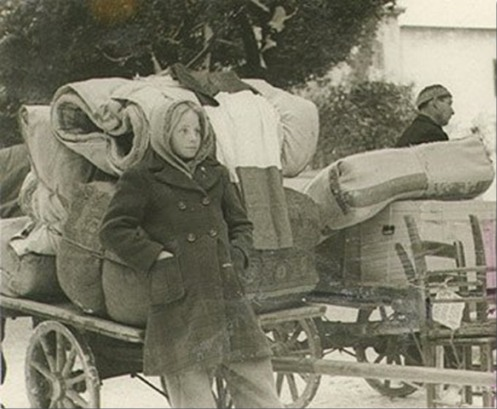
Істрійський вихід

Батько акторки, Клаудіо Нері, був істрійським вигнанцем з міста Пізіно (нині — Пазин, Хорватія). Він покинув Істрію разом з іншими місцевими італійцями, рятуючись від Фойбійської різанини, влаштованої югославськими комуністичними партизанами. Перший час Клаудіо жив у таборі для біженців у Савоні, потім у Санремо. Там він працював круп'є в місцевому казино, а вдень навчався в Міланському університеті. Тоді вся родина переїхала до Тренто і там зустрів майбутню матір Франчески, Лоріану (в деяких джерелах, помилково, матір'ю Франчески вказується італійська акторка Розальба Нері). В сім'ї народилося двоє дітей — син і донька. За словами акторки, для батька «рана залишилася настільки глибокою, що він ніколи не хотів повертатися [у Пізіно], але ідентичність Істрії завжди залишалася сильною», а також він не дуже полюбляв розповідати про ті часи:
Можливо, через гідність: була оця ненависть до країни, яка їх узурпувала, яка забрала в них усе, від їхньої особистості до їхнього дому. Тож я виросла з такою інтерпретацією історії, але тоді, бувши донькою [вигнанця з Істрії], живучи в Італії, я не бачила, щоб їх визнавали належним чином. Їхні страждання та їхнє минуле часто використовувалися політично.
оригінальний текст (італійська)
Forse per un fatto di dignità: c’era questo odio nei confronti di un paese che li aveva usurpati, che gli aveva tolto tutto, dall’identità alla casa. Perciò sono cresciuta in questa interpretazione della storia che però poi, da figlia, vivendo in Italia, non ho visto riconosciuta a dovere. La loro sofferenza e il loro passato sono stati spesso strumentalizzati politicamente.

— Франческа Нері про свого батька, 
В інтерв'ю Il Giornale у квітні 2008 року вона зізналася, що була підлітком-бунтарем, якому батьки дали «занадто багато свободи». У своїй автобіографічній книжці Come carne viva Нері розповіла, що в неї були холодні та віддалені стосунки з матір'ю, а з батьком — навпаки, вона насолоджувалася його товариством: допомагала на польових роботах, доглядала за тваринами. В одному з інтерв'ю акторка розповіла про різницю у відносинах з батьками:
Одного разу я вирішила раз і назавжди поговорити з батьками та сказати їм усе, що відчуваю. Я говорила годину, після чого тато плакав, обійняв мене і вперше сказав, що він мене любить, а мама, навпаки, просила говорити простіше, бо не розуміла мене.
оригінальний текст (італійська)
Un giorno deciso di parlare chiaro una volta per tutte con i miei genitori e di raccontare loro tutto quello che provavo. Parlai per un’ora alla fine della quale mio padre pianse, mi abbracciò è mi disse per la prima volta che mi voleva bene, mia madre, invece, mi chiese di parlare più semplicemente perché non mi capiva.

— Франческа Нері про відносини з батьками, 

### Особисте життя

Клаудіо Амендола у 1997 році. Кадр з фільму Свідок під загрозою

Наприкінці 1980-х Нері мала стосунки з кінопродюсером Доменіко Прокаччі. Після знімання 1997 року у фільмі «Сильні руки» (італ. Le mani forti) з італійським актором Клаудіо Амендола вони почали зустрічатися. 1999 року народила сина Рокко, а у 2010 році вони одружилися в Нью-Йорку.
У жовтні 2022 року деякі ЗМІ повідомили про розставання пари після 25 років стосунків. Як писав журнал Vanity Fair, обоє подали документи на розлучення та погодилися на залишення за Франческою будинку та виховання Рокко.
Відомо, що Франческа Нері цікавиться футболом і вболіває за римське «Лаціо». Також вона полюбляє теніс і вважає Адріано Панатта одним зі своїх улюблених спортсменів. Подовгу залишаючись вдома через хворобу, Франческа захопилася популярною в Італії картковою грою, відомою як буррако, і навіть брала участь у різноманітних онлайн-турнірах.

### Здоров'я
За словами акторки, вона неодноразово отримувала серйозні травми під час фільмування. Так 1993 року, під час знімання іспанського фільму «Стріляй!» (ісп. ¡Dispara!) вона впала з коня і сильно вдарилася спиною. Нері залишалася паралізованою від болю протягом 48 годин, але зуміла дозняти сцену за допомогою сильних знеболювальних. Відтоді їй доводилося регулярно виконувати вправи, щоб уникнути болю в спині. У вересні 1997 року вона зламала ключицю в автомобільній аварії неподалік містечка Фрегене, тож залишилась на сорок днів лікуватися з шиною.
В опублікованій 2021 року автобіографічній книжці Come carne viva Нері пояснила, що причиною її відсутності на екранах є хронічний інтерстиційний цистит. 4 листопада того ж року вона з'явилась на вар'єте-шоу Oggi è un altro giorno (італ. Oggi è un altro giorno) на каналі RAI, яке веде Серена Бортоне, де розповіла про свою хворобу й про деякі моменти зі своєї кінокар'єри. Симптоми, за її словами проявились після фільмування «Пристрасть до краси» (англ. The Habit of Beauty) 2016 року. Нері спочатку пройшла інстиляцію гіалуроновою кислотою, але процедура виявилася дуже болючою й давала полегшення лише на кілька днів, тож вона вирішила припинити лікування та спробувати прийоми нетрадиційної медицини: акупунктуру, лікування квітками, психосоматику та дієтотерапію, але це також не допомогло. Під час боротьби з хворобою її стан здоров'я погіршав й з'явилися побічні захворювання. Зрештою, за словами акторки, вона змогла контролювати біль, прийнявши звичку здорового харчування та вживаючи різноманітні харчові добавки: «…немає ліків. Є терапія. В мене чорний пояс з терапії…».